# محمد باقر الكجوري
الشيخ محمد باقر بن إسماعيل بن عبد العظيم بن محمد باقر المازندراني الكجوري الطهراني (1255 هـ - 1313 هـ). هو رجل دين وخطيب حسيني شيعي إيراني. ومشهورٌ لتأليفه كتاب الخصائص الفاطمية، بالإضافة إلى أنّه مؤلف لبعض الكتب الأخرى.

## مؤلفاته
| - الخصائص الفاطمية. - جنة النعيم في أحوال السيد عبد العظيم. - برهان العباد في إثبات المعاد. - الأسرار في كيفية الاستغفار. باللغة الفارسية. - برهان التجارة في تبيان الزيارة. باللغة الفارسية، وهو شرحٌ لإحدى الزيارات الجامعة. | - إراءة الطريق لمن يؤم البيت العتيق. - وجيزة الحج. بالفارسية؛ ذكر الطهراني في الذريعة أنّه ”في مواقف الحاج ومنازلهم وما يلزمهم“. - جنة نعيم. - بشارة الأمة في مواليد الأئمة. - أساس السياسة في تأسيس الرئاسة. شرحٌ على عهد علي بن أبي طالب لمالك الأشتر. |

### كتب
- أعيان الشيعة. محسن الأمين، طبع بيروت - لبنان، تاريخ الطبع مفقود، منشورات دار التعارف.
- معجم المؤلفين. عمر كحالة، طبع بيروت - لبنان، تاريخ الطبع مفقود، منشورات إحياء التراث العربي.
- الذريعة إلى تصانيف الشيعة. آغا بزرگ الطهراني، طبع بيروت - لبنان، تاريخ الطبع مفقود، منشورات دار الأضواء.

### إشارات مرجعية
1. 1 2 3 4 5 6 7 8 9  
كحالة، عمر. معجم المؤلفين - ج3. ص. 35. مؤرشف من الأصل في 2019-12-13.
2. 1 2 3 4 5 6 7 8 9  
الأمين، محسن. أعيان الشيعة - ج3. ص. 530. مؤرشف من الأصل في 2019-12-13.
3. ↑  
الطهراني، آغا بزرگ. الذريعة إلى تصانيف الشيعة - ج7. ص. 173. مؤرشف من الأصل في 2019-12-17.
4. ↑  
الطهراني، آغا بزرگ. الذريعة إلى تصانيف الشيعة - ج25. ص. 53. مؤرشف من الأصل في 2019-12-17.
5. ↑  
الطهراني، آغا بزرگ. الذريعة إلى تصانيف الشيعة - ج3. ص. 112. مؤرشف من الأصل في 2019-12-17.
6. ↑  
الطهراني، آغا بزرگ. الذريعة إلى تصانيف الشيعة - ج14. ص. 146. مؤرشف من الأصل في 2019-12-17.